# 宝塔山

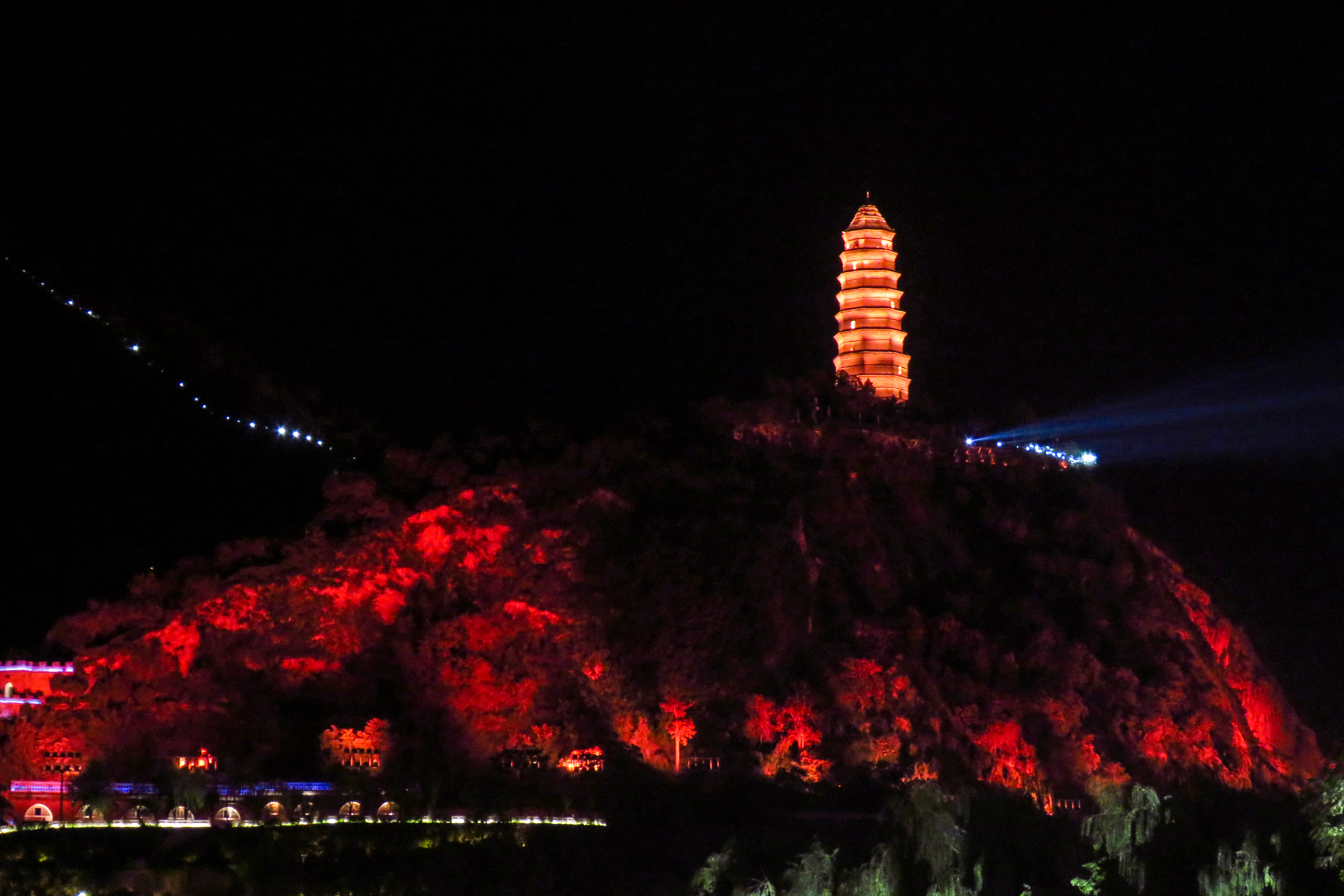
宝塔山夜景

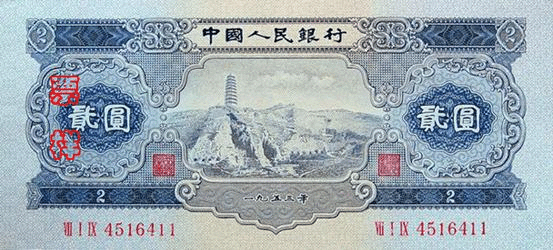
第二套人民币2元券的宝塔山图

宝塔山古称嘉岭山，位于中国陕西省延安城东南，山高1135.5米，宝塔（岭山寺塔）始建于唐朝，现为明代建筑，平面八角形，九层，塔身高约44米，楼阁式砖塔。自1935年中共中央及其紅軍进驻延安，宝塔山开始成为中国共产党革命的象征，此形象经常在文艺作品中出现，作家贺敬之曾在其作品《回延安》中有过“几回回梦里回延安，双手搂定宝塔山”的语句。
1. ↑  . 延安市人民政府.
2. ↑  . www.12371.cn.   [2025-01-11]. （原始内容存档于2022-10-23）.